# كلوديوس إيليانوس

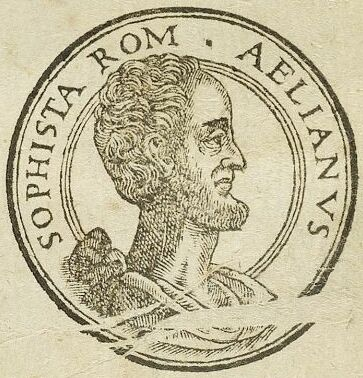
صورة تخيلية لإيليان من كتاب Varia Historia طبعة عام 1610.

كلوديوس إيليانوس (بالإغريقية: Κλαύδιος Αἰλιανός)‏ أو إيليان /ˈiːliən/ (ق. 175 في بالسترينا– ق. 235 ق م)، كان مؤلف ومعلم بلاغة روماني عاش زمن سيبتيموس سيفيروس وربما لما بعد إيل جبل، كان يتحدث اليونانية بطلاقة حتى أنه أطلق عليه لقب "معسول اللسان"(بالإغريقية: μελίγλωσσος)‏ (باللاتينية: meliglossos)‏، وكان يفضل المؤلفين اليونانيين، وألف كتبه بلغة يونانية قديمة نسبيا.
تكمن أهمية عملين رئيسيين له في حفظهم لاقتباسات عديدة من مؤلفين سابقين، ولاحتواءهم على قصص من التراث اليوناني الروماني. وهو أيضًا المؤلف اليوناني الروماني الوحيد الذي ذكر ملحمة جلجامش.

## كتاب عن طبيعة الحيوان
كتاب "عن طبيعة الحيوانات" (باللاتينية: De Natura Animalium)‏ (بالإغريقية: Περὶ ζῴων ἰδιότητος)‏ في سبعة عشر جزءًا، من الحكايات القصيرة عن التاريخ الطبيعي، بعضها يحمل دروسا أخلاقية وبعضها قصص مدهشة، كمثال الاقتباس التالي:
بشكل كبير تخلو الحكايات في كتاب إيليان من الملاحظة المباشرة، وهي مأخوذة بالكامل تقريبًا من مصادر سابقة، ليس فقط من بليني الأكبر، وثيوبومبوس، ليكوس من ريجيو [الألمانية]، ولكن أيضًا من مؤلفين آخرين فقدت أعمالهم، وبالتالي فهو مصدر مهم لهم. يُعد هذا الكتاب أحد مصادر التاريخ الطبيعي في العصور الوسطى ومصادر كتب الحيوانات في العصور الوسطى.
الأجزاء الباقية من النص مشوهة بشكل سيئ ومليئة بالتعديلات اللاحقة. ترجم العالم السويسري كونراد جيسنر كتاب أيليان إلى اللاتينية، بهدف تقديمه لجمهور أوروبي أوسع.

## كتاب تاريخ منوع

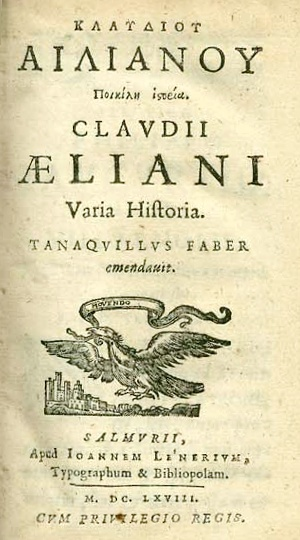
صفحة عنوان كتاب Varia Historia (تاريخ منوع)، طبعة عام 1668.

كتاب تاريخ منوع (بالإغريقية: Ποικίλη ἱστορία)‏ (باللاتينية: Varia Historia)‏ واللذي وصلنا مختصرا هو الكتاب الآخر المعروف لإليان، وهو عبارة عن مجموعة قصص وحكايات وسيرة، وقوائم، وأقوال مأثورة، وأوصاف العجائب الطبيعية والموروثات الغريبة، في 14 جزءا، منها قصص وحكايات عن الفلاسفة والشعراء والمؤرخين والكتاب المسرحيين والأساطير اليونانية المشهورة، مسرودة بطريقة تعليمية. يتم التركيز فيها على الحكايات الأخلاقية المتنوعة عن الأبطال والحكام والرياضيين والحكماء؛ والطعام والشراب، وأنماط الملابس و العشاق، وعادات تقديم الهدايا أو الترفيه، أو في المعتقدات الدينية وطقوس الموت؛ وتعليقات على الرسوم اليونانية. تأثر في كتابه بآراء الرواقيين، وجدت المؤلفة جين إلين هاريسون بقايا الطقوس القديمة التي ذكرها إيليان مفيدة للغاية في مقدمتها لدراسة الدين اليوناني "Prolegomena to the Study of Greek Religion" (1903، 1922).
طبع كتاب Varia Historia لأول مرة في عام 1545. النص الحديث القياسي من ترجمة ميرفين ر. ديلتس "Mervin R. Dilts" (1974).

## مؤلفات أخرى
حفظت موسوعة سودا أجزاء كبيرة من عملين آخرين، "عن العناية الإلهية" "On Providence" و "التجليات الإلهية" "Divine Manifestations". كما نُسبت إليه أيضًا عشرون "رسالة من مزارع" على غرار رسائل ألسيفرون [الإنجليزية]. وهي تصور الحياة الزراعية والريفية في أتيكا، على الرغم من أن أيليان كان يتفاخر بأنه لم يسبق له أن خرج من إيطاليا، ولم يكن على متن سفينة (وهو ما يتعارض، على الرغم من ذلك، مع بيانه الخاص، de Natura Animalium XI.40، بأنه رأى الثور سيرابيس بأم عينيه).